# Rinat Ibraguimov (musicien)
Pour les articles homonymes, voir Ibraguimov.
Rinat Ibraguimov (né le 5 novembre 1960 à Moscou (URSS) et mort le 2 septembre 2020 à Londres (Royaume-Uni) ) est un contrebassiste soviétique puis russe de musique classique, qui fut premier contrebassiste de l'Orchestre symphonique de Londres tout en poursuivant une carrière de soliste.

## Biographie

### Éducation et formation
Après avoir étudié le violoncelle pendant dix ans, Rinat Ibraguimov se consacre à la contrebasse à 16 ans. Il a étudié à l'Institut pédagogique musical d'État Ippolitov-Ivanov à Moscou avec Gueorgui Favorski et au Conservatoire de Moscou avec le professeur Evgueni Kolossov, où il a également étudié la direction d'orchestre avec Dmitri Kitaïenko,.

### Performances et enseignement orchestraux et solo
Rinat Ibraguimov a été contrebasse solo de l'Orchestre du Théâtre du Bolchoï, de l'Académie de Musique Ancienne de Moscou, des Solistes de Moscou et de l'Orchestre philharmonique de Moscou de 1983 à 1997. Entre 1991 et 1997, il a été professeur de contrebasse au Conservatoire d'État Tchaïkovski de Moscou et à son École centrale de musique spécialisée. De 1995 à 1998, il a été directeur artistique et chef d'orchestre de l'Instrumental Capella de Moscou. 
De 1995 à 2014, il a été contrebassiste solo de l'Orchestre symphonique de Londres. Il a enseigné à la Guildhall School à  partir de 1999 et a commencé à enseigner au Royal College of Music en 2007. Il a enregistré une masterclass vidéo pour les membres potentiels de l'orchestre symphonique de YouTube en 2008,,,.
Soliste de renom, il a réalisé un certain nombre d'enregistrements et de vidéos du répertoire soliste de contrebasse, dont un album Bottesini avec Elena Filonova, la Suite pour violoncelle n ° 3 de Bach, des œuvres de Hindemith, Mozart, Schubert, Schumann et Richard Strauss, et des concertos de Bottesini, Dittersdorf, Koussevitzky, Smirnov et Vanhal,,,,.

### Santé
Rinat Ibraguimov est victime d'un accident vasculaire cérébral en 2014, le laissant incapable de se produire en public, bien qu'il ait continué à enseigner occasionnellement à la Guildhall School.
Il décède le 2 septembre 2020 à Londres.

### Famille
La fille de Rinat Ibraguimov est la violoniste Alina Ibraguimova.